# Сфорцини, Фердинандо
Фердинандо Сфорцини (итал. Ferdinando Sforzini; 4 декабря 1984, Тиволи) — итальянский футболист, нападающий клуба «Палермо».

## Карьера

### Начало
Начинал карьеру в системе «Наполи», в 2002 перешёл в систему «Лацио». Сфорцини в 2003 году заканчивает молодёжную систему «Лацио» и сразу попадал в «Сассуоло», за который в течение сезона сыграл 37 игр и забил 9 мячей в Серии С2.

### Удинезе
В июне 2005 года он осуществил переход в команду Серии А «Удинезе».
Фердинандо Сфорцини пробыл в Удине всего два месяца, и был отдан в аренду в клуб Серии В «Верона», где забил 5 голов в 35 матчах.
Сезон 2006/07 он снова провёл в аренде клуба Серии В, на этот раз им оказалась «Модена», за которую он отличился пять раз в 29 играх.
В 2007 году аренда в «Виченце», за первые полгода 14 игр и 2 гола, вторую половину сезона Сфорцини отправлен спасать от вылета из Серии В «Равенну», в итоге 9 голов в 21 матче, но команду это не спасло от вылета в низший дивизион.
2008 год Фердинандо Сфорцини снова в аренде на этот раз это «Гроссето», где он провёл первую половину сезона 18 игр 3 гола и был обменян в «Авеллино» на Алессандро Пелликори. 7 голов в 12 матчах впечатляющий результат, но клуб все равно вылетает в Серию С.
После успеха в скромном «Авеллино» Сфорцини попадает в тренировочный лагерь «Удинезе», но снова был отдан в аренду, на этот раз клубом приютившим его стал новичок Серии А «Бари». Дебют форварда состоялся сразу в первом туре ничья с «Интером» 1:1, но череда травм и не доверие тренера не дали ему проявить себя в полную силу в итоге 8 игр и не одного гола.
1 июля 2010 года возвращение в Удине и выступление в ряде товарищеских матчах за «Удинезе В» (команда состояла из игроков, ожидающих аренды), в итоге 25 августа его приютил румынский ЧФР. В период зимнего трансфера переходит в «Гроссето» 18 игр 8 голов в Серии В.